# Mohammad Nosrati
Mohammad Nosrati (Karaj, 11 gennaio 1982) è un calciatore iraniano, difensore del Machine Sazi Shahrdari Tabriz.

## Carriera

### Nazionale
Ha collezionato 79 presenze con la maglia della propria Nazionale.

## Palmarès

### Club
- Iran Pro League: 2

PAS Tehran: 2003-2004
Persepolis: 2007-2008
- Coppa d'Iran: 1

Tractor: 2013-2014

### Nazionale
- Giochi asiatici: 1

2002
- AFC-OFC Challenge Cup: 1

2003
- WAFF Championship: 1

2004